# Siffleur à ventre jaune
Pachycephala sulfuriventer
Espèce
Statut de conservation UICN

 LC  : Préoccupation mineure
Le Siffleur à ventre jaune (Pachycephala sulfuriventer) est une espèce d'oiseaux appartenant à la famille des Pachycephalidae.

## Répartition
Il est endémique de Sulawesi en Indonésie.

## Habitat
Son habitat naturel est les forêts humides tropicales et subtropicales en plaine et les montages humides tropicales et subtropicales.